# Zhou Yuelong
Zhou Yuelong (周躍龍S, ZhōuyuèlóngP; Chengdu, 24 gennaio 1998) è un giocatore di snooker cinese.

## Carriera
Zhou Yuelong è diventato un professionista a 16 anni nel 2014.
L'anno dopo riesce in una delle imprese più storiche di questo gioco: insieme al connazionale Yan Bingtao vince la World Cup a soli 17 anni rappresentando la seconda squadra della Cina, battendo per 4-1 la Scozia dei veterani John Higgins e Stephen Maguire.
Nel 2018 raggiunge la sua prima finale ufficiale individuale, perdendo poi 3-2 contro John Higgins alla Championship League.
Nel 2019 insieme a Liang Wenbó arriva di nuovo in finale alla World Cup ancora contro la Scozia. In questa occasione i britannici vincono 4-0.
Ad inizio anno solare 2020 raggiunge e perde la prima finale di un titolo Ranking in carriera, allo European Masters per 9-0 contro Neil Robertson. Perde anche la finale dello Shoot-Out contro Michael Holt.                Il 13 marzo 2020 conquista il suo 100º "centone" in carriera, nel match contro Kishan Hirani al Gibraltar Open.

## Vita privata
Si allena a Sheffield con i connazionali Zhao Xintong e Lyu Haotian.

## Ranking
| Stagione  | Ranking iniziale | Ranking finale |
| --------- | ---------------- | -------------- |
| 2014-2015 | Non classificato | 75             |
| 2015-2016 | 68               | 54             |
| 2016-2017 | 54               | 32             |
| 2017-2018 | 32               | 33             |
| 2018-2019 | 33               | 31             |
| 2019-2020 | 31               | 25             |
| 2020-2021 | 25               | 17             |
| 2021-2022 | 17               |                |

Maximum breaks2
| N° | Anno | Competizione  | Avversario  | Note   |
| -- | ---- | ------------- | ----------- | ------ |
| 1  | 2019 | Indian Open   | Lyu Haotian | [ 9 ]  |
| 2  | 2020 | Scottish Open | Peter Lines | [ 10 ] |

## Tornei vinti
| In squadra    | In squadra                                  | In squadra                                     | In squadra |
| ------------- | ------------------------------------------- | ---------------------------------------------- | ---------- |
| Competizione  | Anno/Compagno                               | Avversario                                     | Note       |
| World Cup     | 2015/ Yan Bingtao                           | Scozia                                         | [ 3 ]      |
| Macao Masters | 2018/ Barry Hawkins, Ryan Day, Zhao Xintong | Mark Williams, Joe Perry, Marco Fu, Zhang Anda | [ 11 ]     |

## Finali perse
Titoli Non-Ranking1
| Titoli Ranking   | Titoli Ranking | Titoli Ranking | Titoli Ranking |
| ---------------- | -------------- | -------------- | -------------- |
| Competizione     | Anno           | Avversario     | Note           |
| European Masters | 2020           | Neil Robertson | [ 6 ]          |
| Shoot-Out        | 2020           | Michael Holt   | [ 7 ]          |

| Titoli Non-Ranking  | Titoli Non-Ranking | Titoli Non-Ranking | Titoli Non-Ranking |
| ------------------- | ------------------ | ------------------ | ------------------ |
| Competizione        | Anno               | Avversario         | Note               |
| Championship League | 2018               | John Higgins       | [ 4 ]              |

| In squadra   | In squadra        | In squadra | In squadra |
| ------------ | ----------------- | ---------- | ---------- |
| Competizione | Anno/Compagno     | Avversario | Note       |
| World Cup    | 2019/ Liang Wenbó | Scozia     | [ 5 ]      |